# Uralophantes
Genre
Uralophantes est un genre d'araignées aranéomorphes de la famille des Linyphiidae.

## Distribution
Les espèces de ce genre se rencontrent en Russie et en Ukraine.

## Liste des espèces
Selon World Spider Catalog (version 23.0, 14/04/2022) :
- Uralophantes ponticus Gnelitsa, 2022
- Uralophantes troitskensis Esyunin, 1992

## Systématique et taxinomie
Ce genre a été décrit par Esyunin en 1992 dans les Linyphiidae.

## Publication originale
- Esyunin, 1992 : « Remarks on the Ural spider (Arachnida, Aranei) fauna 2. New genera and species from the family Linyphiidae. » Zoologicheskii zhurnal, vol. 71, no 12, p. 136-139.